# Curtea de Conturi Europeană

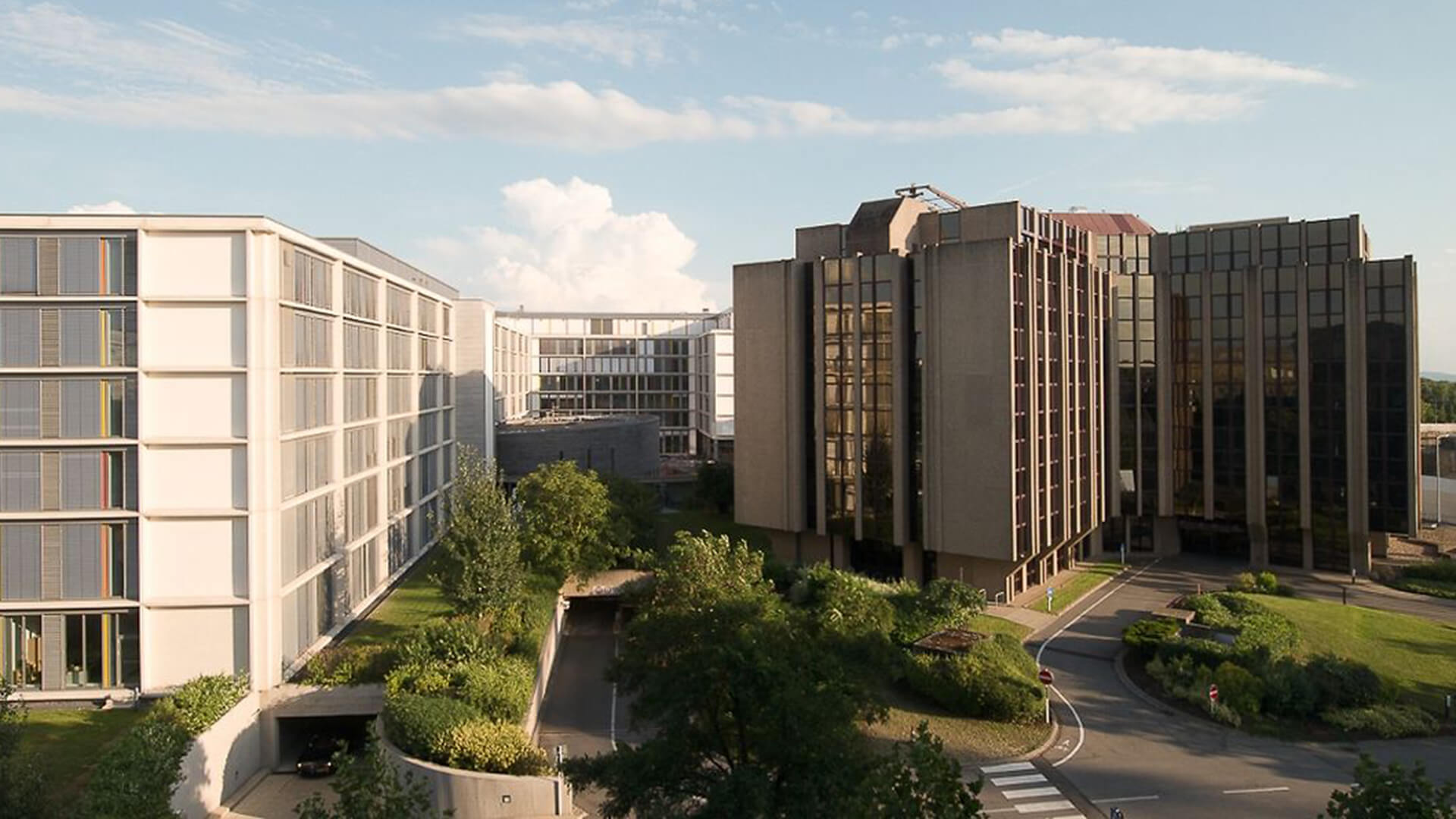
Curtea Europeană de Conturi

Curtea de Conturi Europeană (ECA) este instituția supremă de audit a Uniunii Europene. A fost înființată în 1975 în Luxemburg și este una dintre cele șapte instituții ale Uniunii Europene.
Curtea este formată din câte un membru din fiecare stat membru al UE. Aceștia sunt sprijiniți de un personal de aproximativ 900 de auditori, traducători și administratori recrutați în cadrul Serviciului Civil European.  

## Funcții
În ciuda numelui său, Curtea de Conturi Europeană nu are funcții jurisdicționale. Este mai degrabă o agenție de audit externă de investigare profesională. La constatarea unei erori, CCE informă Oficiul European de Luptă Antifraudă.
Principalul rol al CCE este de a verifica extern dacă bugetul Uniunii Europene a fost pus în aplicare în mod corect și dacă fondurile UE au fost cheltuite în mod legal și cu o bună gestionare. În acest sens, Curtea de Conturi Europeană verifică documentele tuturor persoanelor care manipulează orice venituri sau cheltuieli ale Uniunii și efectuează controale la fața locului.
Curtea de Conturi Europeană este obligată să raporteze orice probleme din rapoartele sale în atenția statelor membre și a instituțiilor UE, aceste rapoarte includ rapoartele sale generale și specifice anuale, precum și rapoarte speciale privind auditurile sale de performanță. Decizia Curții Europene de Conturi Europene stă la baza deciziilor Comisiei Europene; de exemplu, atunci când Curtea de Conturi Europeană a identificat probleme în gestionarea fondurilor UE în regiunile Angliei, Comisia a suspendat fondurile pentru aceste regiuni și este pregătită să amendeze pe cei care nu revin la standarde acceptabile.
Curtea de Conturi Europeană trebuie consultată înainte de adoptarea oricărei legislații cu implicații financiare, însă avizul său nu este niciodată obligatoriu.

## Istorie
Curtea de Conturi Europeană a fost înființată în mod oficial la 18 octombrie 1977, prin Tratatul bugetar din 1975. Din momentul primei sesiuni o săptămână mai târziu, CCE a devenit un organism extern destinat verificării finanțelor Comunităților Europene. Acesta a înlocuit două organisme de audit separate, una care se ocupa de finanțele Comunității Economice Europene și Euratom și una care se ocupa de Comunitatea Europeană a Cărbunelui și Oțelului.
CCE nu a avut un statut juridic definit până la Tratatul de la Maastricht, când a devenit a cincea instituție, prima instituție nouă de la înființarea Comunității. Prin devenirea unei instituții, a dobândit noi competențe, cum ar fi capacitatea de a introduce acțiuni în fața Curții Europene de Justiție (CEJ). La început, puterea sa de audit s-a referit doar la pilonul Comunității Europene a Uniunii Europene (UE), însă, prin Tratatul de la Amsterdam, a câștigat toată puterea de a controla finanțele întregii UE.

## Structură
Este organizată în cinci secții, în cadrul cărora sunt repartizați membrii Curții și personalul de audit. Membrii fiecărei camere aleg un decan pentru un mandat de doi ani, care poate fi reînnoit. 
Colegiul Curții este format din câte un membru din fiecare stat membru și beneficiază de sprijinul adus de personalul instituției, în număr de aproximativ 900 de angajați proveniți din toate statele membre ale UE.
Din 1 ianuarie, 2007 Curtea este compusă din 28 de membri; din motive de eficiență, Curtea poate institui secțiuni în interiorul ei, cu un număr redus de membri, pentru a adopta anumite categorii de relații și păreri.

### Membri
Membrii își desemnează președintele Curții, care rămâne în post timp de trei ani. Din 2013, aceștia sunt împărțiți pe camere:
- Camera I - Utilizarea durabilă a resurselor naturale
- Camera II - Investiții pentru coeziune, creștere și incluziune
- Camera III - Acțiuni externe, securitate și justiție
- Camera IV - Reglementarea piețelor și economia competitivă
- Camera V - Finanțarea și administrarea Uniunii

| Statul membru | Nume                            | Membru din        | Camera                                                     | Status                                                     |
| ------------- | ------------------------------- | ----------------- | ---------------------------------------------------------- | ---------------------------------------------------------- |
| Austria       | Helga Berger                    | 1 august 2020     | Președintele Comitetului de Control al Calității Auditului | Președintele Comitetului de Control al Calității Auditului |
| Belgia        | Annemie Turtelboom              | 1 mai 2018        | Camera II                                                  | Decan                                                      |
| Bulgaria      | Iliana Ivanova                  | 1 ianuarie 2025   | Camera I                                                   | Membru                                                     |
| Croația       | Ivana Maletić                   | 15 iulie 2019     | Camera IV                                                  | Membru                                                     |
| Cipru         | Lefteris Christoforou           | 2 noiembrie 2022  | Camera V                                                   | Membru                                                     |
| Cehia         | Jan Gregor                      | 7 mai 2016        | Camera V                                                   | Decan                                                      |
| Danemarca     | Bettina Jakobsen                | 1 septembrie 2015 | Camera III                                                 | Decan                                                      |
| Estonia       | Keit Pentus-Rosimannus          | 1 ianuarie 2023   | Camera I                                                   | Membru                                                     |
| Finlanda      | Petri Sarvamaa                  | 1 iunie 2024      | Camera IV                                                  | Membru                                                     |
| Franța        | François-Roger Cazala           | 1 ianuarie 2020   | Camera IV                                                  | Membru                                                     |
| Germania      | Klaus-Heiner Lehne              | 1 martie 2014     | Camera I                                                   | Membru                                                     |
| Grecia        | Nikolaos Milionis               | 1 ianuarie 2014   | Camera I                                                   | Membru                                                     |
| Ungaria       | Ildikó Pelczné Gáll             | 1 septembrie 2017 | Camera V                                                   | Membru                                                     |
| Irlanda       | Tony Murphy                     | 1 mai 2018        | Președinte                                                 | Președinte                                                 |
| Italia        | Carlo Alberto Manfredi Selvaggi | 1 mai 2024        | Camera II                                                  | Membru                                                     |
| Letonia       | Mihails Kozlovs                 | 7 mai 2016        | Camera IV                                                  | Decan                                                      |
| Lituania      | Laima Andrikienė                | 16 noiembrie 2022 | Camera III                                                 | Membru                                                     |
| Luxemburg     | Joëlle Elvinger                 | 1 ianuarie 2020   | Camera I                                                   | Decan                                                      |
| Malta         | George Marius Hyzler            | 1 octombrie 2022  | Camera III                                                 | Membru                                                     |
| Țările de Jos | Stef Blok                       | 1 septembrie 2022 | Camera II                                                  | Membru                                                     |
| Polonia       | Marek Opioła                    | 1 February 2021   | Camera III                                                 | Membru                                                     |
| Portugalia    | João Leão                       | 1 martie 2024     | Camera I                                                   | Membru                                                     |
| România       | Viorel Ștefan                   | 1 iulie 2019      | Camera III                                                 | Membru                                                     |
| Slovacia      | Katarína Kaszasová              | 16 octombrie 2023 | Camera V                                                   | Membru                                                     |
| Slovenia      | Jorg Kristijan Petrovič         | 7 mai 2022        | Camera V                                                   | Membru                                                     |
| Spania        | Alejandro Blanco Fernández      | 1 martie 2024     | Camera II                                                  | Membru                                                     |
| Suedia        | Hans Lindblad                   | 1 iunie 2024      | Camera IV                                                  | Membru                                                     |

### Secretar general
Secretarul General este cel mai înalt membru al personalului CCE, numit pentru un mandat de șase ani care poate fi reînnoit. El este responsabil cu administrarea Curții de Conturi Europene, cât și a personalului acesteia.
Lista secretarilor generali:
- Patrick Everard (1989 – 1994)
- Edouard Ruppert (1994 – 2001)
- Michel Hervé (2001 – 2008)
- John Speed (2008 – 2009)
- Eduardo Ruiz Garcia (2009 – 2020)
- Philippe Froidure (2020 – 2020)
- Zacharias Kolias (din 2021)

### Personal
Personalul ECA este în principal funcționari recrutați prin intermediul listelor de rezervă din cadrul concursurilor generale organizate de Oficiul European pentru Selecția Personalului (EPSO). Cu toate acestea, în anumite circumstanțe, Curtea de Conturi Europeană poate angaja, de asemenea, agenți temporari sau contractuali. Pentru a fi eligibil pentru un post la Curtea de Conturi Europeană, o persoană trebuie să fie cetățean al unuia dintre statele membre ale Uniunii Europene.

### Stagii
La fel ca celelalte instituții ale UE, Curtea de Conturi Europeană organizează trei sesiuni de stagii pe an în domenii de interes pentru activitatea sa. Stagiile se acordă pentru o perioadă maximă de trei, patru sau cinci luni și pot fi remunerate (€1500 /lună) sau neremunerate.